# Neues Schloss (Königskrug)

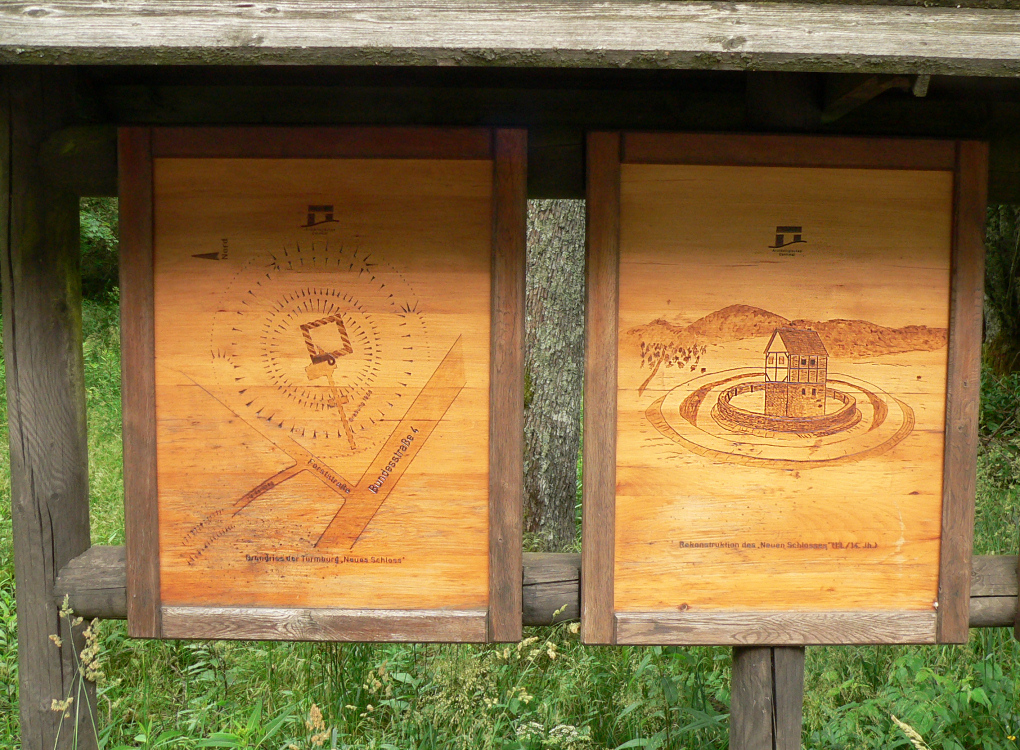
Informationstafel an der Burgstelle mit Lage- und Rekonstruktionsskizze

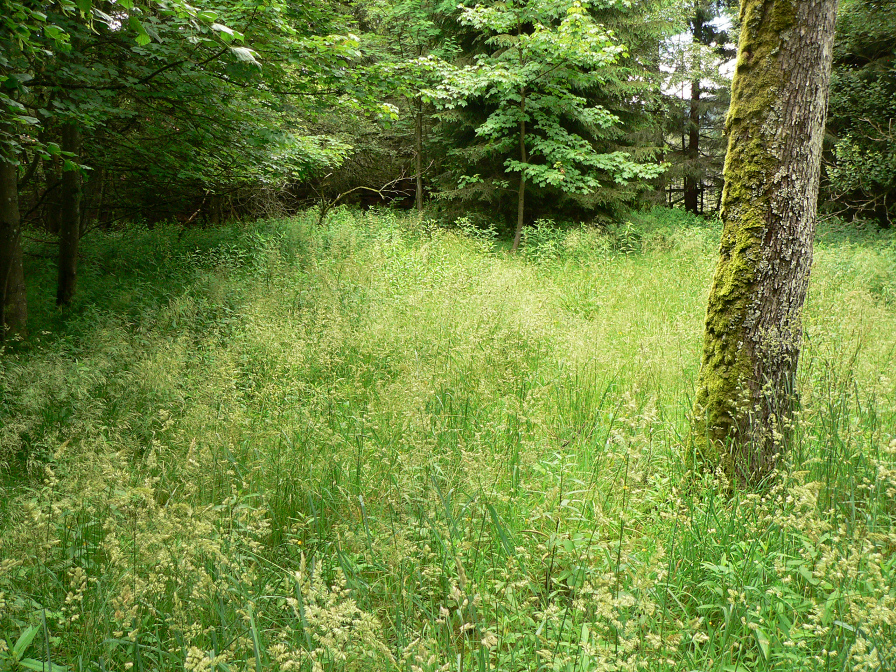
Grasfläche auf der Burgstelle

Das Neue Schloss ist der Burgstall einer spätmittelalterlichen Turmburg bei Königskrug  im Harz. Mit einer Höhe von 755 ü. NN. war sie die am höchsten gelegene Burg in Niedersachsen.

## Lage
Die Burgstelle befindet sich unmittelbar  an der B 4 neben der Ausflugsgaststätte Königskrug und einer abknickenden Straße. Dort führt als Harzquerweg der Heidenstieg beziehungsweise der Kaiserweg vorbei, der von Bad Harzburg nach Tilleda  führt.

## Ausgrabungen
Eine erste archäologische Untersuchung gab es im Jahre 1861 durch Hilmar von Strombeck, eine weitere im Jahre 1890 durch H. Brinckmann. In neuerer Zeit fand eine Ausgrabung im Jahre 1958 statt, die trotz der Störungen der Befunde durch die zwei vorangegangenen Grabungen sowie den Straßenbau der Bundesstraße noch brauchbare Ergebnisse lieferte. Dabei wurden unter anderem die Fundamente untersucht. In einer Bodenschicht mit Brand- und Bauschutt fanden sich Hinweise auf die hölzerne Bauweise des Turms. Die Brandreste aus Holzkohle deuteten auf eine Zerstörung der Burg durch Feuer.
Auf der Grabungsfläche wurden etliche rote Kacheln eines Kachelofens gefunden, so dass von einer Heizanlage des Gebäudes auszugehen ist. Außerdem wurden Keramikteile von Krügen und Kannen gefunden. Fundstücke aus Eisen waren kleine Hufeisen und Schleifsteine. Gefundene Eisenerzbrocken deuteten auf eine frühere Eisenverhüttung hin. Die Grabungsfunde wurden zeitlich vom 12. Jahrhundert bis ins 15. Jahrhundert eingeordnet. Anfang der 1990er Jahre ließ das Institut für Denkmalpflege aus Hannover eine geoelektrektische Untersuchung vornehmen, um die Gefährdung des Bodendenkmals festzustellen und die Größe des Turms zu erkunden.

## Beschreibung
Hauptbestandteil der Anlage war ein quadratischer Burgturm von 10 Meter Seitenlänge auf einem etwa 1,5 Meter starken Steinfundament. Während der Keller und das Erdgeschoss als Steinbau anzunehmen sind, dürfte der weitere Aufbau des Turms aus Fachwerk bestanden haben. Die Anlage war mit einem kreisrunden, vermutlich mauerverstärkten Erdwall von 28 Meter Durchmesser gesichert. Davor verlief ein knapp 2 Meter tiefer und rund 6 Meter breiter Burggraben, der heute noch als flache Mulde erkennbar ist. Der innere, geschützte Burgbereich hatte einen Durchmesser von 25 Meter, mit den außen liegenden Gräben und Wällen betrug der Durchmesser der Gesamtanlage 54 Meter.

## Geschichte
Die Turmburg stand im Reichsforst Bodfeld, der als Lehen den Grafen von Blankenburg gehörte. Sie überwachte den Heidenstieg als Grenzlinie zwischen den Bistümern Hildesheim und Halberstadt. Wie auf anderen mittelalterlichen Kleinburgen ist beim Neuen Schloss der Sitz eines Vertreters des niederen Adels, wie ein Ministerialer oder Burgmanne, anzunehmen. Zu den Erbauern oder Bewohnern der Burg ist keine schriftliche Überlieferung bekannt.
Die Burgstelle ist auf einer Karte von 1543 skizzenhaft eingezeichnet, wonach sie auf einem Berg gelegen hat und über Türme, Mauern und Burggebäuden verfügte. Die falsche Lage auf einem Berg deutet darauf hin, dass der Zeichner nach Angaben anderer gearbeitet hat. Auch kann aus der Zeichnung nicht geschlossen werden, dass die Burg zur Entstehungszeit der Karte noch bestanden hat.
Bei der Erbauung der Gaststätte Königskrug Anfang des 19. Jahrhunderts wurde Steinmaterial der Burg verwendet. In den Fundamenten des Gasthauses finden sich behauene Steinblöcke aus Buntsandstein. Die heutige Burgstelle befindet sich direkt neben einem Fußweg an der Bundesstraße 4, wo eine Informationstafel auf sie hinweist. Das Gelände ist überwuchert und Bodenunebenheiten sind kaum wahrnehmbar.